# Christine Schneider (Fußballspielerin)
Christine Schneider (* 14. Januar 1990 in Heidelberg) ist eine deutsche Fußballspielerin, die beim Bundesligisten TSG 1899 Hoffenheim unter Vertrag steht.

## Karriere
Schneider startete ihre fußballerische Karriere beim VfB Schönau 1920. Im Anschluss folgte eine Zwischenstation beim DJK/FC Ziegelhausen-Peterstal, bevor sie 2006 in die B-Jugend der Spielgemeinschaft FC Mühlhausen/VfB St. Leon wechselte, deren Mannschaften zur Saison 2007/08 von der TSG 1899 Hoffenheim übernommen wurden. Mit der ersten Frauenmannschaft Hoffenheims gelang ihr binnen drei Spielzeiten der Aufstieg von der Verbandsliga Baden (2007/08) über die Oberliga Baden-Württemberg (2008/09) und die Regionalliga Süd (2009/10) in die 2. Bundesliga Süd auf. Drei Jahre stieg sie mit der Mannschaft nach der Zweitligameisterschaft 2012/13 in die Bundesliga auf, wo sie am 8. September 2013 (1. Spieltag) gegen den VfL Sindelfingen ihr Debüt feierte. Ihren ersten Bundesligatreffer erzielte sie am 13. Oktober 2013 (5. Spieltag) bei der 1:4-Auswärtsniederlage beim VfL Wolfsburg.

## Erfolge
- Aufstieg in die Bundesliga 2012/13 (mit der TSG 1899 Hoffenheim)
- Aufstieg in die 2. Bundesliga 2009/10 (mit der TSG 1899 Hoffenheim)